# 何明华 (政治人物)
何明华（1971年10月—），福建福清人，中华人民共和国政治人物。2005年6月参加工作，1993年11月加入中国共产党。

## 生平
1997年毕业于西安交通大学，获得工学硕士学位。2003年，获得新加坡国立大学博士学位。2003年至2005年，在新加坡南洋理工大学从事博士后研究。
2005年，被引进到福州大学工作，历任福建省集成电路设计中心常务副主任、福建省自动化学会副理事长兼学术委员会主任等职位。后升任福州大学副校长。
2011年9月，任中国共青团福建省委员会副书记。2012年12月，当选共青团福建省第十三届委员会书记。
2016年8月，任中共龙岩市委副书记。
2019年9月25日，任福建医科大学党委书记。
2021年11月，任福建省红十字会党组书记。